# Вершок
Вершо́к — старорусская единица длины, первоначально равнялась длине основной фаланги указательного пальца. Слово вершок происходит от верх в смысле «верхняя оконечность чего-либо, вершина, верхушка». Макс Фасмер связывает вершок со значением «верхняя фаланга указательного пальца». В. Г. Лебединская полагает, что развитие значения слова шло от значения «верхушка» к значению «небольшой излишек, который появился сверху в процессе насыпания зерна» и далее как «мера длины».

## Определение
Основаніемъ Россійской линейной мѣры оставить навсегда сажень въ 7 настоящихъ Англійскихъ футовъ съ раздѣленіемъ на 3 аршина, каждый въ 28 дюймовъ, или 16 вершковъ.
С 1835 года действовали следующие соотношения между вершком и другими единицами длины, использовавшимися в России:
1 вершок = 1⁄48 сажени = 7⁄48 фута = 1⁄16 аршина = 1+3⁄4 дюйма.
Эти соотношения оставались в силе вплоть до перехода на метрическую систему мер в СССР в 1927 году.
С учётом современного соотношения между метрическими и английскими единицами для вершка следует:
1 вершок = 4,445 см = 44,45 мм.
Для вершка часто использовалось сокращенное обозначение «врш.»
В компьютерной технике есть типоразмеры, которые проще измерять вершками, нежели дюймами — 3,5 дюйма = 2 вершка, 5,25 дюйма = 3 вершка. Юнит, современная единица ширины и высоты корпусов электронного оборудования, предназначенного для монтажа в стойки, в точности равен вершку.

## История
Вершок фиксируется в источниках относительно поздно. Так, если локоть, пядь, верста и поприще упоминаются в источниках, относящихся к XII веку, а сажень — даже к XI веку, то вершок впервые встречается лишь в документах XVI века.
А коли мерятѣ аршинами и саженями, считати: аршинъ 16 вершковъ, саженъ 3 аршина, локоть 10 вершковъ и 2/3 вершка, 2 аршина будетъ 3 локтя.
Одно из ранних упоминаний вершка в русских текстах содержится в «Домострое». Автор советует при пошиве одежды для молодых людей ткань «згибати вершка по два и по три на подоле и по краем и по швом и по рукавом», чтобы через несколько лет, когда молодой человек вырастет, загнутое отогнуть, и «опять платно хорошо станет лет на пять и на шесть».
По аршину, определённому англичанином Тассе в 1554 г., вершок равнялся 1+11⁄16 английского дюйма (примерно 4,29 см).
В «Торговой книге», составленной в конце XVI — начале XVII века, приводятся соотношения вершка с другими использовавшимися в то время единицами длины, из которых следует:
1 вершок = 1⁄48 сажени = 1⁄16 аршина = 3⁄32 локтя.
В XVII веке используются также дольные единицы вершка — «полвершки» и «четвертьвершки». В системе мер, сложившейся к концу XVII века, размер вершка в переводе на современные единицы составлял 4,5 см. Кроме официального, использовался также «народный вершок», равный приблизительно 3,5 см, его размер был связан с размером верха большого пальца.
В XVIII веке вершок делился на ещё более маленькие единицы: часть составляла 1⁄10, а линия — 1⁄100 вершка вершка. Позднее в связи с введением в России английских мелких мер эти единицы вышли из употребления.
В XVIII веке в ходе осуществления реформ Петра I в связи с потребностями промышленности и торговли меры длины, сложившиеся ранее, были дополнены английскими мерами — футом и дюймом. После того как было установлено соотношение между русскими и английскими мерами (1 сажень = 7 футов) длина сажени уменьшилась приблизительно на 1 %, соответственно изменился и размер вершка. Вершок при этом был приравнен к 1+3⁄4 дюйма.
… из всех систем мер и веса только три: английская, французская (метрическая) и русская отличаются полной разработкой и выдерживают научную критику.
Указом императора Николая I «О системе Российских мер и весов» от 11 октября 1835 года соотношения единиц русской системы мер длины с единицами длины английской системы были закреплены законодательно. Утверждённые соотношения имели вид:
1 сажень = 3 аршина = 7 английских футов = 84 дюйма = 48 вершков.
Таким образом, через другие единицы вершок стал выражаться следующим образом:
У нас никакой системы мер и весов нет, если хаос разнообразных мер не считать за систему. Даже по закону мы имеем две системы единиц длины: сажень, аршин, вершок и сажень, фут, дюйм…
1 вершок = 1⁄48 сажени = 7⁄48 фута= 1⁄16 аршина = 1+3⁄4 дюйма.
«Положение о мерах и весах» от 4 июня 1899 года в качестве основной единицы длины узаконило аршин, при этом он был связан не только с английскими мерами, но и с метрическими. Было установлено, что 1 аршин = 0,7112 международного метра, откуда следовало: 1 вершок = 0,04445 метра = 44,45 миллиметра. В дальнейшем существенных изменений в системе русских мер длины не происходило.
Сферы использования русских и английских мер различались. Так, в текстильной промышленности приоритет отдавался аршинам и вершкам, а в кораблестроении — футам и дюймам. Профессор О. Д. Хвольсон в своём докладе, сделанном на общем собрании членов Императорского Русского Технического Общества 18 ноября 1895 г., отмечал, что «В Москве считают большею частью вершками, в Петербурге же — дюймами…».

## Особенности измерения роста в вершках
При использовании вершков для измерения роста людей результаты выражались особым образом. В этих случаях в вершках указывался не собственно рост, а только то, насколько он превосходил два аршина. Поэтому для получения истинного роста к значению, выраженному в вершках, следует прибавлять два аршина. Например, дворник Герасим из повести «Муму» описывается И. С. Тургеневым так: «Из числа всей её челяди самым замечательным лицом был дворник Герасим, мужчина двенадцати вершков роста, сложенный богатырём…». Это означает, что рост Герасима равен 12 вершков + 2 аршина, что составляет приблизительно 196 см.
Аналогичным образом высчитывался и рост лошадей. В энциклопедическом словаре Брокгауза и Ефрона говорится: «рост [донских лошадей] сравнительно малый — от 1 до 3 врш.», «рост битюга средний (до 6 врш.)», «рост [американского] рысака в среднем около 3 врш.».

## Вершок в народном творчестве
Обычно в народных выражениях вершок используется в значении малого расстояния (длины, высоты) или близости к чему-то, например: «От греха на вершок», «От горшка два вершка», «По морю плыть, на вершок от смерти быть». В других случаях вершок имеет выраженное метрологическое значение: «Зверок с вершок, а хвост семи верст» (загадка). В народных говорах встречаются областные варианты: «От песочка два вершочка» (Псковская область), «От пенёчка два вершочка» (Иркутская область).